# Diocesi di São Miguel Paulista
La diocesi di São Miguel Paulista (in latino: Dioecesis Sancti Michaëlis Paulinensis) è una sede della Chiesa cattolica in Brasile suffraganea dell'arcidiocesi di San Paolo. Nel 2022 contava 2.412.000 battezzati su 2.996.000 abitanti. È retta dal vescovo Algacir Munhak, C.S.

## Territorio

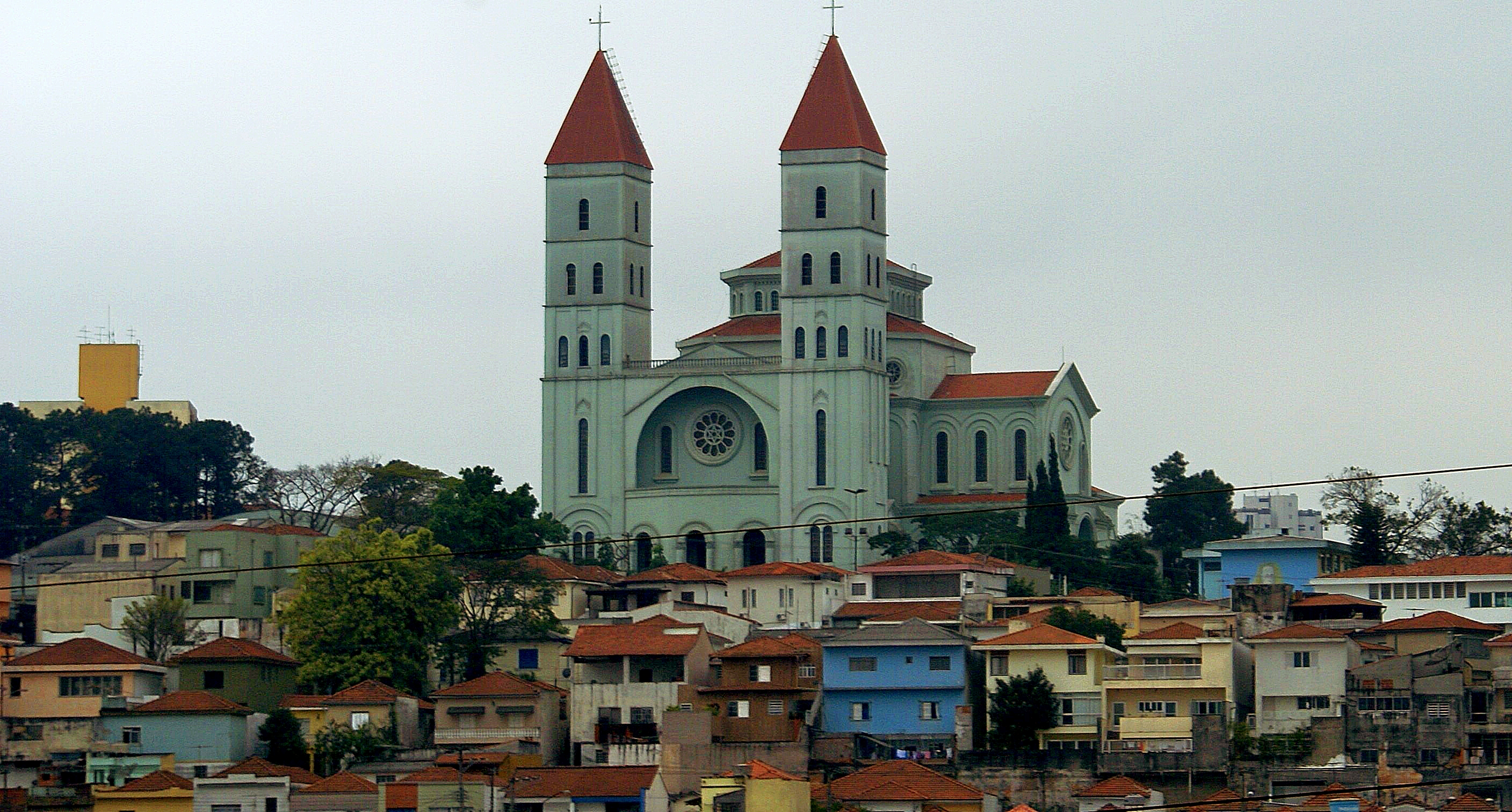
La basilica minore di Nossa Senhora da Penha.

La diocesi comprende la zona orientale del comune di San Paolo, in Brasile.
La sede vescovile è nel quartiere di São Miguel Paulista, dove si trova la cattedrale di San Michele arcangelo. Nel territorio sorge anche la basilica minore di Nossa Senhora da Penha.
Il territorio si estende su una superficie di 196 km² ed è suddiviso in 104 parrocchie, raggruppate in 3 regioni pastorali, São Miguel, Penha e Itaquera-Guaianazes, a loro volta divise in 14 settori: A. E. Carvalho, Cidade Tiradentes, Itaquera, Guaianases, Artur Alvim, Cangaíba, Cidade Líder, Vila Esperança, Ermelino Matarazzo, Itaim Paulista, Jardim Helena, Silva Telles, Ponte Rasa e São Miguel.

## Storia
La diocesi è stata eretta il 15 marzo 1989 con la bolla Constat Metropolitanam di papa Giovanni Paolo II, ricavandone il territorio dall'arcidiocesi di San Paolo. La nuova diocesi comprendeva una delle regioni episcopali in cui era suddivisa l'arcidiocesi di San Paolo.
Primitiva cattedrale era la basilica di Nossa Senhora da Penha, ma già il 28 agosto 1989, su richiesta del vescovo Fernando Legal, la cattedrale fu trasferita nella chiesa di San Michele arcangelo in forza del decreto Per Apostolicas della Congregazione per i vescovi.

## Cronotassi dei vescovi
Si omettono i periodi di sede vacante non superiori ai 2 anni o non storicamente accertati.
- Fernando Legal, S.D.B. † (15 marzo 1989 - 9 gennaio 2008 ritirato)
- Manuel Parrado Carral (9 gennaio 2008 - 21 settembre 2022 ritirato)
- Algacir Munhak, C.S., dal 21 settembre 2022

## Statistiche
La diocesi nel 2022 su una popolazione di 2.996.000 persone contava 2.412.000 battezzati, corrispondenti all'80,5% del totale.
| anno | popolazione | popolazione | popolazione | presbiteri | presbiteri | presbiteri | presbiteri                | diaconi | religiosi | religiosi | parrocchie |
| anno | battezzati  | totale      | %           | numero     | secolari   | regolari   | battezzati per presbitero | diaconi | uomini    | donne     | parrocchie |
| ---- | ----------- | ----------- | ----------- | ---------- | ---------- | ---------- | ------------------------- | ------- | --------- | --------- | ---------- |
| 1990 | 2.209.800   | 2.594.000   | 85,2        | 83         | 44         | 39         | 26.624                    |         | 47        | 264       | 53         |
| 1999 | 2.559.000   | 2.883.000   | 88,8        | 97         | 64         | 33         | 26.381                    | 1       | 56        | 241       | 70         |
| 2000 | 2.565.000   | 2.891.000   | 88,7        | 99         | 67         | 32         | 25.909                    |         | 58        | 236       | 72         |
| 2001 | 2.572.000   | 2.899.000   | 88,7        | 106        | 74         | 32         | 24.264                    |         | 57        | 213       | 73         |
| 2002 | 2.598.000   | 2.928.000   | 88,7        | 109        | 76         | 33         | 23.834                    |         | 62        | 189       | 79         |
| 2003 | 2.198.284   | 2.648.534   | 83,0        | 113        | 78         | 35         | 19.453                    |         | 64        | 181       | 80         |
| 2004 | 2.198.284   | 2.648.534   | 83,0        | 118        | 87         | 31         | 18.629                    |         | 59        | 182       | 80         |
| 2010 | 2.300.000   | 2.875.000   | 80,0        | 141        | 110        | 31         | 16.312                    | 4       | 61        | 214       | 99         |
| 2014 | 2.414.000   | 2.995.000   | 80,6        | 137        | 111        | 26         | 17.620                    | 4       | 67        | 207       | 101        |
| 2017 | 2.477.000   | 3.072.300   | 80,6        | 142        | 115        | 27         | 17.443                    | 7       | 55        | 196       | 102        |
| 2020 | 2.535.000   | 3.144.700   | 80,6        | 141        | 119        | 22         | 17.978                    | 7       | 34        | 129       | 104        |
| 2022 | 2.412.000   | 2.996.000   | 80,5        | 136        | 114        | 22         | 17.735                    | 7       | 34        | 126       | 104        |